# Eva Maria Åbrink
Eva Maria Åbrink, född 1729 i Stockholm, död 25 november 1766 i Stockholm, var en svensk textilkonstnär.
Hon var dotter till bryggaren Jonas Åbrink och Catharina Warg och gift första gången 1749 med rådmannen Johan Israel Torpadius och andra gången med hovsekreteraren Johan Fredrik Bottsack. Hennes konst består av silkesbroderi med figurer och landskap. Åbrink är representerad vid Nordiska museet i Stockholm.   